# A Noite dos Bacanais
A Noite dos Bacanais é um filme brasileiro de 1981, com direção de Fauzi Mansur.

## Sinopse
Cris e Fernando, casados há três anos, estão em crise. Cris ainda duvida se o casamento não foi apenas para manter o controle acionário das indústrias de seus pais. E, para ter certeza do amor de Fernando, impõe plena liberdade sexual para ambos e força o marido a freqüentar com ela bacanais e swings. Fernando, ouvindo o pai e o sogro, pensa ser o momento oportuno para terem um filho, ideia recusada por Cris. O consenso aparece através de um bebê de proveta, gerado por Esmeralda, uma negra, companheira de Nicanor, um bandido procurado pela polícia. Ao perceber a vida insegura de Esmeralda, Fernando a acomoda em sua casa, onde as orgias de Cris são uma constante. Num tiroteio com policiais, Nicanor morre. Cris e umas amigas contratam alguns motoqueiros para estuprá-las. A brincadeira se torna séria demais e termina na polícia, com as mulheres bastante machucadas. Com sua estada no hospital, Cris se descobre grávida, sem saber quem é o pai da criança, mas mesmo assim resolve tê-la. Ao ver Fernando trocando carinhos com Esmeralda, Cris desmaia rolando pela escada e aborta. Esmeralda tem filhos gêmeos e continua morando na casa de Fernando, que a ama junto com Cris.

## Elenco
- Ênio Gonçalves
- Zaira Bueno
- Daniel Darby
- Ariadne de Lima
- Rosa Maria Pestana